# Qui a tué mon cher mari ?
 (décembre 2023).
Pour plus de détails, voir Fiche technique et Distribution.
Qui a tué mon cher mari ? (Somebody Killed Her Husband) est un film américain réalisé par Lamont Johnson, sorti en 1978.

## Fiche technique
- Titre original : Somebody Killed Her Husband
- Titre français : Qui a tué mon cher mari ?
- Réalisation : Lamont Johnson
- Scénario : Reginald Rose
- Photographie : Andrew Laszlo et Ralf D. Bode
- Montage : Barry Malkin
- Musique : Alex North
- Production : Martin Poll
- Pays d'origine : États-Unis
- Format : Couleurs - 2,35:1 - Mono
- Genre : Comédie
- Durée : 97 minutes
- Date de sortie : 1978

## Distribution
- Farrah Fawcett-Majors : Jenny Moore
- Jeff Bridges : Jerry Green
- John Wood : Ernest Van Santen
- Tammy Grimes : Audrey Van Santen
- John Glover : Herbert Little
- Patricia Elliott : Helene
- Mary McCarty : Flora
- Laurence Guittard : Preston Moore
- Vincent Robert Santa Lucia : Benjamin
- Beeson Carroll : Frank Danziger
- Eddie Lawrence : l'autre voisin
- Arthur Rhyris : le client
- Jean-Pierre Stewart : l'homme au béret
- Terri DuHaime : la mère de Lulu
- Sands Hall : la fille dactylographe